# Destino de mujer
Destino de mujer es una telenovela venezolano-española producida por Venevisión International en asociación con la cadena Televisión Española (TVE) en 1997, bajo una historia original de Mariela Romero. 
Protagonizada por Sonya Smith y Jorge Reyes, cuenta con las actuaciones estelares de Raúl Amundaray, Lupita Ferrer, Chony Fuentes, Carmen Julia Álvarez y Carlos Camacho y con las participaciones antagónicas de Tatiana Capote, Henry Galué, Yajaira Orta, Gabriela Vergara y Rafael Romero.

## Sinopsis
Un asesinato cometido en el pasado marca la vida de Mariana Oropeza y Víctor Manuel Santana, dos jóvenes que se enamoran nada más conocerse. 
La historia comenzó años atrás, cuando Alfredo Oropeza descubrió a la joven Aurora bañándose en un río con Víctor Manuel y Luis Miguel, los hijos del prometido de ella, y la viola. El pequeño Víctor Manuel corrió a buscar a su padre, pero cuando llegó para rescatarla, Alfredo lo mató. Perseguidos por Alfredo y sus hombres, los sirvientes escaparon con los niños, pero la nana cayó al río con Luis Miguel, un bebé de pocos meses, y nadie volvió a verlos. 
Traumatizada y medio desnuda, Aurora llegó pidiendo socorro a una iglesia, pero Lucrecia, su malvada hermana, la convenció de que todo lo sucedido fue culpa suya. Aurora enloqueció de dolor, por lo que Lucrecia la encerró en un manicomio. Nueve meses después, Aurora dio a luz una niña producto de la violación: Mariana. Lucrecia adoptó a su sobrina y chantajeó a Alfredo, a quien siempre amó, para que se casara con ella.
Años después, Víctor Manuel, ya adulto, planea vengarse de Alfredo Oropeza, el asesino de su padre. Cuando conoce a Mariana y descubre que es hija de Alfredo, Víctor Manuel decide convertirla en instrumento de su venganza, sin imaginar que terminará enamorándose de ella.

## Elenco
- Sonya Smith - Mariana Oropeza Castillo
- Jorge Reyes - Víctor Manuel Santana
- Carlos Camacho - Luis Miguel Restrepo
- Lupita Ferrer - Aurora Castillo/Inés Acosta
- Tatiana Capote - Griselda Ascanio
- Pedro Lander - Ramón Santana
- Gabriela Vergara - Vanessa Medina
- Rafael Romero - Rodolfo Anzola
- Raúl Amundaray - Artemio Ruíz
- Henry Galué - Alfredo Oropeza
- Yajaira Orta - Lucrecia Castillo de Oropeza
- Carmen Julia Álvarez - Caridad Tovar
- Chony Fuentes - Irma Santana
- Cristina Obin
- Alberto Álvarez - Humberto Maldonado
- Pedro Marthan - Izaguirre
- Ernesto Balzi
- Alexis Escámez
- Lucio Bueno
- Mario Brito
- Jalymar Salomón - Marta (nadadora)
- Wanda D'Isidoro - Thaís Santana (nadadora)
- Sonia Villamizar - Nereida Tovar
- Carlos Baute - Pedro José (Entrenador de natación)
- Mildred Quiróz
- Yul Bürkle - Arnaldo
- Blanca Yepezedia
- Roberto Messuti - Augusto Santana
- Jeanette Flores - Mariana Salcedo
- Javier Valcárcel
- Marcos Morffe
- Luis Pérez Pons
- Victoria Kawan
- Deborah Cubas
- Elizabeth Cristina Lazo
- Rolando Jiménez
- Carmen Francia
- Natalia Capelletti
- Raiza Párraga
- Norexi Díaz
- Roberto Lamarca - Ignacio
- María Eugenia Penagos - Margarita

## Datos extras
- La actriz Sonya Smith participó también en la versión mexicana en el personaje de  "Aurora" ("Liliana" en la versión mexicana), personaje que en esta versión desempeñó Lupita Ferrer.
- En Argentina fue emitida por Canal 9 Libertad, en Paraguay por Canal 13 RPC.

## Versiones
- La cadena mexicana TV Azteca realizó un remake en 2009 titulado Vuélveme a querer, protagonizada por Mariana Torres y Jorge Alberti. En dicha telenovela también actuó Sonya Smith quien esta vez interpretó a Liliana, papel que había sido interpretado por Lupita Ferrer.

- Datos: Q14765236